# Pila 9V
La pila de 9 voltios (o pila 9 V) es una pila eléctrica de corriente directa de nueve voltios. Es llamada regularmente pila a transistor debido a su gran utilización en las primeras radios a transistores. La pila tiene la forma de un prisma rectangular con las aristas redondeadas con un conector que posee dos terminales, una positiva y una negativa, sobre uno de sus lados.

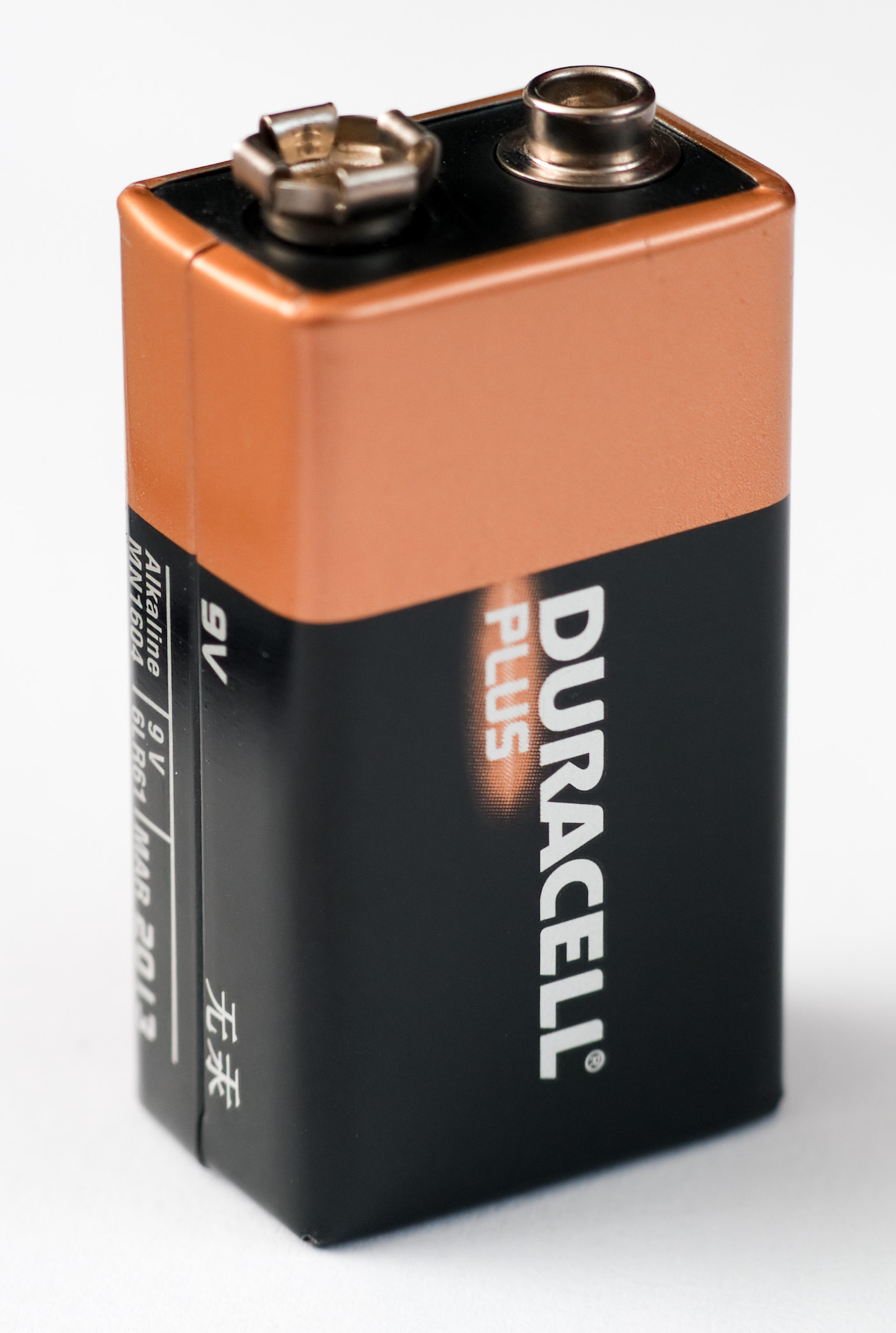
Pila 9 voltios de Duracell.

La pila de 9 V se utiliza normalmente en los detectores de humo, detectores autónomos de monóxido de carbono, los pedales de efectos, las guitarras electroacústicas y los mandos de aeromodelismo. Son utilizadas igualmente como fuente de alimentación secundaria de ciertos relojes electrónicos.
Este formato de pila está basado en principalmente en una Química del tipo alcalina, zinc-carbono, litio-hierro y también bajo la forma de recargable, del tipo níquel cadmio (NiCd), níquel-metal hidruro (NiMH) y ion de litio. Las pilas de 9V a base de mercurio ya no se fabrican hoy en día para razones medioambientales.
En 2007 las pilas 9 voltios contaban con el 4 % de las ventas de pilas alcalinas en Estados Unidos. En 2008 las pilas de 9 voltios contaron con el 2 % de las ventas totales de pilas en Suiza.

## Diseño
Los pilas 9 V tienen la forma de un prisma rectangular cuyas dadas dimensiones : 48,5 mm x 26,5 mm x 17,5 mm.
Lo mayoría de las pilas 9 V de tipo alcalinas están construidas a base de seis acumuladores de 1,5 volt LR61. Estos pilas son ligeramente más pequeñas que las LR8D425 de las pilas AAAA. Pueden sin embargo ser utilizados en lugar de estos últimos en ciertos aparatos, aunque sean 3,5 mm más anchas.
Los tipos carbono zinc están hechos de seis acumuladores planos apilados y precintados en un contenedor estanco con el fin de evitar que se sequen.

Los tipos recargables NiCd y NiMH baterías poseen entre seis y ocho acumuladores de 1,2 voltios. Las versiones al litio utilizan tres acumuladores de 3,2 voltios.
| Tipo        | Tipo           | IEC   | ANSI/NEDA | Capacidad típica(mAh) | Tensión Nominal(Volt)     | Tensión Nominal(Volt) | Tensión Nominal(Volt) |
| ----------- | -------------- | ----- | --------- | --------------------- | ------------------------- | --------------------- | --------------------- |
| Un solo uso | Alcaline       | 6LR61 | 1604TIENE | 565                   | 9                         | 9                     | 9                     |
| Un solo uso | Carbono Zinc   | 6F22  | 1604D     | 400                   | 9                         | 9                     | 9                     |
| Un solo uso | Lithium        |       | 1604LC    | 1200                  | 9,6                       |                       |                       |
| Recargable  | NiCd           | 6KR61 | 11604     | 120                   | 7,2 u 8,4                 |                       |                       |
| Recargable  | NiMH           | 6HR61 | 7.2H5     | 175-300               | 7,2 (ciertas a 8,4 y 9,6) |                       |                       |
| Recargable  | Polímero-litio | 520   | 7,3       | 7,3                   | 7,3                       |                       |                       |
| Recargable  | Lithium-ion    | 600   | 7,4       | 7,4                   | 7,4                       |                       |                       |

Los aparatos que funcionan con ayuda de pilas de 9 V son concebidos generalmente para funcionar adecuadamente para diferencias de potencial que varía de 5 a 9,6 voltios.

### Conexiones
La pila 9 V posee dos terminales en uno de sus extremos separados media pulgada (12,7 mm) de centro a centro. El terminal redondo de menor tamaño macho es positivo y el terminal mayor hembra, de forma hexagonal u octogonal, es negativo. El conector para este tipo de batería es igual que el de la misma batería, el pequeño conecta en el mayor y viceversa. El mismo tipo de conexión se usa en la serie de baterías Power Pack (PP). La polaridad de la batería es obvia, ya que la conexión es mecánicamente posible en una única configuración. Un problema con este tipo de conexión es que es fácil conectar dos baterías juntas en cortocircuito, algo que descargará rápidamente ambas baterías, generando calor y posiblemente fuego. A causa de este peligro, las baterías de 9 voltios deben ser mantenidas en su embalaje original hasta que vayan a ser usadas. Una ventaja es que varias baterías de 9 voltios pueden ser conectadas en serie para conseguir mayores voltajes.

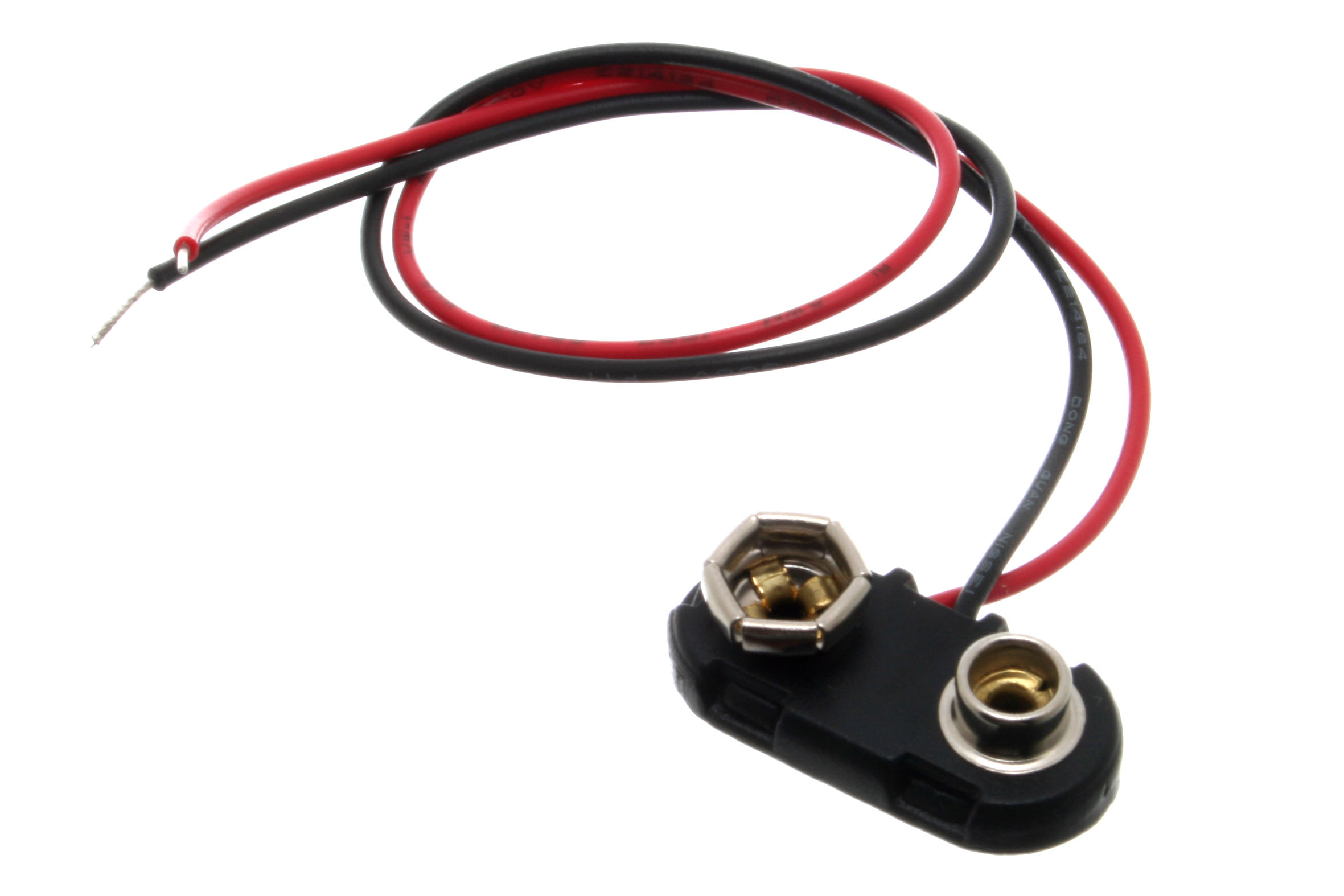
Conector de una pila 9 V.
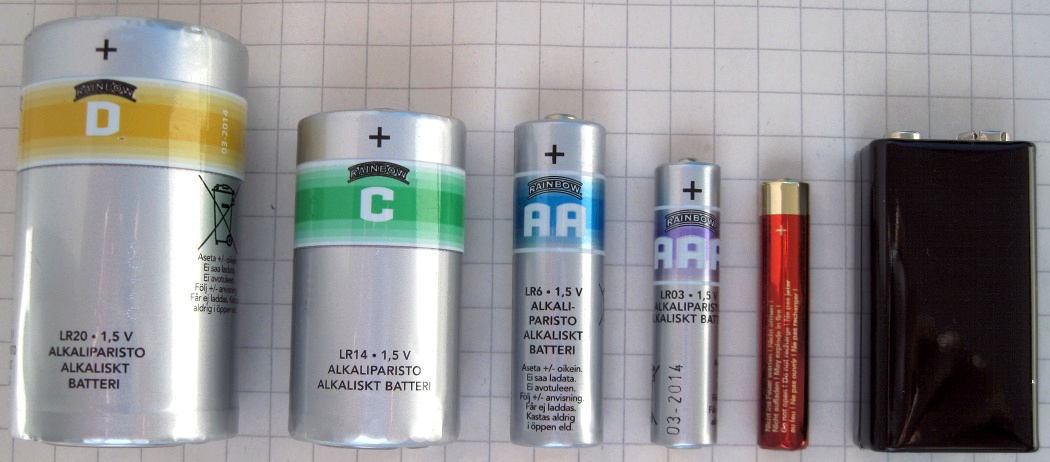
Pilas D, C, AA, AAA, AAAA y 9-volt.

## Historia
La compañía Energizer afirma haber introducido este tipo de pila en 1956.